# Élections municipales de 2005 dans le Bas-Saint-Laurent
Les élections municipales québécoises de 2005 se déroulent le 6 novembre 2005. Elles permettent d'élire les maires et les conseillers de chacune des municipalités locales du Québec, ainsi que les préfets de quelques municipalités régionales de comté.
Elles permettent de déterminer les maires et les conseillers de chacune des municipalités locales de même que certains préfets. Ces élections sont les premières tenues en vertu de la Loi sur les élections et les référendums dans les municipalités adoptée en 2001 par l'Assemblée nationale du Québec, qui instaure une nouvelle procédure prévoyant de tenir les élections de tous les postes municipaux dans toutes les municipalités la même journée.

## Bas-Saint-Laurent

### Albertville
| Candidats pour la mairie          | Vote | %     |
| --------------------------------- | ---- | ----- |
| Martin Landry                     | 134  | 63,51 |
| Adrien Pitre                      | 77   | 36,49 |
| Nombre d'électeurs inscrits : 269 |      |       |

### Amqui
| Candidats pour la mairie            | Vote  | %     |
| ----------------------------------- | ----- | ----- |
| Gaëtan Ruest                        | 1 237 | 50,68 |
| André Valade                        | 1 204 | 49,32 |
| Nombre d'électeurs inscrits : 5 039 |       |       |

### Auclair
| Candidats pour la mairie | Vote            | %               |
| ------------------------ | --------------- | --------------- |
| Jean-Guy Robert          | Sans opposition | Sans opposition |

### Baie-des-Sables
| Candidats pour la mairie | Vote            | %               |
| ------------------------ | --------------- | --------------- |
| Jacques Couillard        | Sans opposition | Sans opposition |

### Biencourt
| Candidats pour la mairie          | Vote | %     |
| --------------------------------- | ---- | ----- |
| Daniel Boucher                    | 315  | 85,14 |
| Huguette Bergeron Bossé           | 55   | 14,86 |
| Nombre d'électeurs inscrits : 507 |      |       |

### Cabano
| Candidats pour la mairie | Vote            | %               |
| ------------------------ | --------------- | --------------- |
| Jacques Asselin          | Sans opposition | Sans opposition |

### Cacouna
Aucune données disponibles

### Causapscal
| Candidats pour la mairie            | Vote | %     |
| ----------------------------------- | ---- | ----- |
| Denis Bastien                       | 777  | 59,09 |
| Jacques Parent                      | 538  | 40,91 |
| Nombre d'électeurs inscrits : 1 989 |      |       |

### Dégelis
| Candidats pour la mairie | Vote            | %               |
| ------------------------ | --------------- | --------------- |
| Émilien Nadeau           | Sans opposition | Sans opposition |

### Esprit-Saint
| Candidats pour la mairie | Vote            | %               |
| ------------------------ | --------------- | --------------- |
| Marlène Dubé             | Sans opposition | Sans opposition |

### Grand-Métis
| Candidats pour la mairie | Vote            | %               |
| ------------------------ | --------------- | --------------- |
| Richard Fournier         | Sans opposition | Sans opposition |

### Grosses-Roches
| Candidats pour la mairie          | Vote | %     |
| --------------------------------- | ---- | ----- |
| Victoire Marin                    | 195  | 80,25 |
| Renaud Vallée                     | 48   | 19,75 |
| Nombre d'électeurs inscrits : 374 |      |       |

### Kamouraska
| Candidats pour la mairie | Vote            | %               |
| ------------------------ | --------------- | --------------- |
| Claude Langlais          | Sans opposition | Sans opposition |

### L'Isle-Verte
| Candidats pour la mairie            | Vote | %     |
| ----------------------------------- | ---- | ----- |
| Serge Forest                        | 514  | 74,06 |
| Donald Caron                        | 180  | 25,94 |
| Nombre d'électeurs inscrits : 1 224 |      |       |

### La Pocatière
| Candidats pour la mairie | Vote            | %               |
| ------------------------ | --------------- | --------------- |
| Bernard Généreux         | Sans opposition | Sans opposition |

### La Rédemption
| Candidats pour la mairie          | Vote | %     |
| --------------------------------- | ---- | ----- |
| Viateur Labonté (Sortant)         | 142  | 59,66 |
| Mario Ricard                      | 96   | 40,34 |
| Nombre d'électeurs inscrits : 398 |      |       |

### La Trinité-des-Monts
| Candidats pour la mairie | Vote            | %               |
| ------------------------ | --------------- | --------------- |
| Raymond Martin           | Sans opposition | Sans opposition |

### Lac-au-Saumon
| Candidats pour la mairie            | Vote | %     |
| ----------------------------------- | ---- | ----- |
| Jean-Claude Dumoulin                | 366  | 65,01 |
| David Althot                        | 140  | 24,87 |
| Monette Lavoie                      | 57   | 10,12 |
| Nombre d'électeurs inscrits : 1 168 |      |       |

### Lac-des-Aigles
| Candidats pour la mairie | Vote            | %               |
| ------------------------ | --------------- | --------------- |
| Claude Breault           | Sans opposition | Sans opposition |

### Lejeune
| Candidats pour la mairie | Vote            | %               |
| ------------------------ | --------------- | --------------- |
| Lucie Gilbert            | Sans opposition | Sans opposition |

### Les Hauteurs
| Candidats pour la mairie | Vote            | %               |
| ------------------------ | --------------- | --------------- |
| Sylvain Dupont           | Sans opposition | Sans opposition |

### Les Méchins
| Candidats pour la mairie            | Vote | %     |
| ----------------------------------- | ---- | ----- |
| Donald Grenier                      | 391  | 61,48 |
| Alain Dugas                         | 245  | 38,52 |
| Nombre d'électeurs inscrits : 1 019 |      |       |

### Matane
| Candidats pour la mairie             | Vote  | %     |
| ------------------------------------ | ----- | ----- |
| Linda Cormier                        | 3 539 | 55,49 |
| Louis Pelletier                      | 2 839 | 44,51 |
| Nombre d'électeurs inscrits : 12 056 |       |       |

### Métis-sur-Mer
| Candidats pour la mairie | Vote            | %               |
| ------------------------ | --------------- | --------------- |
| Raymond Tremblay         | Sans opposition | Sans opposition |

### Mont-Carmel
| Candidats pour la mairie            | Vote | %     |
| ----------------------------------- | ---- | ----- |
| Yvon Soucy                          | 339  | 50,22 |
| Denis Boucher                       | 336  | 49,78 |
| Nombre d'électeurs inscrits : 1 069 |      |       |

### Mont-Joli
| Candidats pour la mairie            | Vote  | %     |
| ----------------------------------- | ----- | ----- |
| Jean Bélanger                       | 1 100 | 42,65 |
| Jean-Marie Thibeault                | 1 053 | 40,83 |
| Gaétan Lizotte                      | 426   | 16,52 |
| Nombre d'électeurs inscrits : 5 067 |       |       |

### Notre-Dame-des-Neiges
| Candidats pour la mairie            | Vote | %     |
| ----------------------------------- | ---- | ----- |
| Gérard Beaulieu                     | 405  | 68,64 |
| Marc-André Rioux                    | 185  | 31,36 |
| Nombre d'électeurs inscrits : 1 211 |      |       |

### Notre-Dame-des-Sept-Douleurs
| Candidats pour la mairie          | Vote | %     |
| --------------------------------- | ---- | ----- |
| Gilbert Delage                    | 61   | 48,03 |
| Léopold Fraser                    | 41   | 32,28 |
| Denis Cusson                      | 25   | 19,69 |
| Nombre d'électeurs inscrits : 144 |      |       |

### Notre-Dame-du-Lac
| Candidats pour la mairie            | Vote | %     |
| ----------------------------------- | ---- | ----- |
| Gilles Garon                        | 899  | 82,33 |
| Jean-Louis Caron                    | 193  | 17,67 |
| Nombre d'électeurs inscrits : 1 613 |      |       |

### Notre-Dame-du-Portage
| Candidats pour la mairie            | Vote | %     |
| ----------------------------------- | ---- | ----- |
| Nathalie Tremblay                   | 389  | 60,97 |
| Ghislaine Boucher                   | 249  | 39,03 |
| Nombre d'électeurs inscrits : 1 032 |      |       |

### Packington
| Candidats pour la mairie | Vote            | %               |
| ------------------------ | --------------- | --------------- |
| Michel Lacasse           | Sans opposition | Sans opposition |

### Padoue
| Candidats pour la mairie | Vote            | %               |
| ------------------------ | --------------- | --------------- |
| Pierre Dufourt           | Sans opposition | Sans opposition |

### Pohénégamook
| Candidats pour la mairie            | Vote | %     |
| ----------------------------------- | ---- | ----- |
| Guy Leblanc                         | 871  | 54,27 |
| Georges Comeau                      | 734  | 45,73 |
| Nombre d'électeurs inscrits : 2 399 |      |       |

### Price
| Candidats pour la mairie | Vote            | %               |
| ------------------------ | --------------- | --------------- |
| Claude Dupont            | Sans opposition | Sans opposition |

### Rimouski
| Candidats pour la mairie             | Vote  | %     |
| ------------------------------------ | ----- | ----- |
| Éric Forest                          | 9 487 | 64,09 |
| Martin Poirier                       | 4 388 | 29,64 |
| François Thibodeau                   | 927   | 6,27  |
| Nombre d'électeurs inscrits : 33 516 |       |       |

### Rivière-Bleue
| Candidats pour la mairie | Vote            | %               |
| ------------------------ | --------------- | --------------- |
| Marcel Landry            | Sans opposition | Sans opposition |

### Rivière-du-Loup
| Candidats pour la mairie | Vote            | %               |
| ------------------------ | --------------- | --------------- |
| Jean D'Amour             | Sans opposition | Sans opposition |

Élection partielle pour le poste de maire en 2007
- Organisée en raison de la démission du maire Jean D'Amours en 2007.
  - Élection de Michel Morin au poste de maire.

### Rivière-Ouelle
| Candidats pour la mairie | Vote            | %               |
| ------------------------ | --------------- | --------------- |
| Roger Richard            | Sans opposition | Sans opposition |

### Saint-Adelme
| Candidats pour la mairie | Vote            | %               |
| ------------------------ | --------------- | --------------- |
| Yvan Imbeault            | Sans opposition | Sans opposition |

### Saint-Alexandre-de-Kamouraska
| Candidats pour la mairie | Vote            | %               |
| ------------------------ | --------------- | --------------- |
| Jean-Simon Bélanger      | Sans opposition | Sans opposition |

### Saint-Alexandre-des-Lacs
| Candidats pour la mairie          | Vote | %     |
| --------------------------------- | ---- | ----- |
| Jean-Marc Roy                     | 155  | 88,57 |
| Bernard Dumais (Sortant)          | 20   | 11,43 |
| Nombre d'électeurs inscrits : 268 |      |       |

### Saint-Anaclet-de-Lessard
| Candidats pour la mairie          | Vote | %     |
| --------------------------------- | ---- | ----- |
| Raoul Gagnon                      | 683  | 81,98 |
| Jean-Yves Lepage                  | 151  | 18,02 |
| Nombre d'électeurs inscrits : 268 |      |       |

### Saint-André
| Candidats pour la mairie | Vote            | %               |
| ------------------------ | --------------- | --------------- |
| Paul-Louis Martin        | Sans opposition | Sans opposition |

### Saint-Antonin
| Candidats pour la mairie            | Vote  | %     |
| ----------------------------------- | ----- | ----- |
| Réal Thibault                       | 1 160 | 68,76 |
| Lucien Bourgoin                     | 527   | 31,24 |
| Nombre d'électeurs inscrits : 2 823 |       |       |

### Saint-Arsène
| Candidats pour la mairie | Vote            | %               |
| ------------------------ | --------------- | --------------- |
| Gaétan Michaud           | Sans opposition | Sans opposition |

### Saint-Athanase
| Candidats pour la mairie | Vote            | %               |
| ------------------------ | --------------- | --------------- |
| Mario Patry              | Sans opposition | Sans opposition |

### Saint-Bruno-de-Kamouraska
| Candidats pour la mairie          | Vote | %     |
| --------------------------------- | ---- | ----- |
| Gilles Bois                       | 191  | 50,40 |
| Marcel Lebrun                     | 188  | 49,60 |
| Nombre d'électeurs inscrits : 598 |      |       |

### Saint-Charles-Garnier
| Candidats pour la mairie          | Vote | %     |
| --------------------------------- | ---- | ----- |
| Daniel Nadeau                     | 134  | 66,34 |
| Hervé Garon                       | 68   | 33,66 |
| Nombre d'électeurs inscrits : 258 |      |       |

### Saint-Clément
| Candidats pour la mairie | Vote            | %               |
| ------------------------ | --------------- | --------------- |
| Aliette April            | Sans opposition | Sans opposition |

### Saint-Cléophas
| Candidats pour la mairie | Vote            | %               |
| ------------------------ | --------------- | --------------- |
| Lise Dompierre           | Sans opposition | Sans opposition |

### Saint-Cyprien
| Candidats pour la mairie | Vote            | %               |
| ------------------------ | --------------- | --------------- |
| Michel Lagacé            | Sans opposition | Sans opposition |

### Saint-Damase
| Candidats pour la mairie | Vote            | %               |
| ------------------------ | --------------- | --------------- |
| Bertrand Lavoie          | Sans opposition | Sans opposition |

### Saint-Denis
| Candidats pour la mairie | Vote            | %               |
| ------------------------ | --------------- | --------------- |
| Mireille Dionne-Bérubé   | Sans opposition | Sans opposition |

### Saint-Donat
| Candidats pour la mairie          | Vote | %     |
| --------------------------------- | ---- | ----- |
| Michel Côté                       | 184  | 66,43 |
| Olivier Gillet                    | 93   | 33,57 |
| Nombre d'électeurs inscrits : 713 |      |       |

### Saint-Éloi
| Candidats pour la mairie | Vote            | %               |
| ------------------------ | --------------- | --------------- |
| Alain Lepage             | Sans opposition | Sans opposition |

### Saint-Elzéar-de-Témiscouata
| Candidats pour la mairie | Vote            | %               |
| ------------------------ | --------------- | --------------- |
| Réjean Deschênes         | Sans opposition | Sans opposition |

### Saint-Épiphane
| Candidats pour la mairie          | Vote | %     |
| --------------------------------- | ---- | ----- |
| Jean-Pierre Gratton               | 189  | 65,85 |
| Sébastien Dubé                    | 98   | 34,15 |
| Nombre d'électeurs inscrits : 650 |      |       |

### Saint-Eugène-de-Ladrière
| Candidats pour la mairie | Vote            | %               |
| ------------------------ | --------------- | --------------- |
| Gilbert Pigeon           | Sans opposition | Sans opposition |

### Saint-Eusèbe
| Candidats pour la mairie | Vote            | %               |
| ------------------------ | --------------- | --------------- |
| Gaston Chouinard         | Sans opposition | Sans opposition |

### Saint-Fabien
| Candidats pour la mairie            | Vote | %     |
| ----------------------------------- | ---- | ----- |
| Jacques Carrier                     | 761  | 77,73 |
| Gilbert Fauvel                      | 218  | 22,27 |
| Nombre d'électeurs inscrits : 1 637 |      |       |

### Saint-François-Xavier-de-Viger
| Candidats pour la mairie          | Vote | %     |
| --------------------------------- | ---- | ----- |
| Raymond Dubé                      | 166  | 94,32 |
| Roger Plante                      | 10   | 5,68  |
| Nombre d'électeurs inscrits : 297 |      |       |

### Saint-Gabriel-de-Rimouski
| Candidats pour la mairie | Vote            | %               |
| ------------------------ | --------------- | --------------- |
| Jean-Clément Ouellet     | Sans opposition | Sans opposition |

### Saint-Gabriel-Lalemant
| Candidats pour la mairie          | Vote | %     |
| --------------------------------- | ---- | ----- |
| Raymond Chouinard                 | 364  | 74,59 |
| Guy Caouette                      | 124  | 25,41 |
| Nombre d'électeurs inscrits : 703 |      |       |

### Saint-Germain
| Candidats pour la mairie | Vote            | %               |
| ------------------------ | --------------- | --------------- |
| Bernard Roy (Sortant)    | Sans opposition | Sans opposition |

### Saint-Guy
| Candidats pour la mairie         | Vote | %     |
| -------------------------------- | ---- | ----- |
| Raynald Roy                      | 63   | 95,45 |
| Elvenna Gagnon                   | 3    | 4,55  |
| Nombre d'électeurs inscrits : 97 |      |       |

### Saint-Honoré-de-Témiscouata
| Candidats pour la mairie | Vote            | %               |
| ------------------------ | --------------- | --------------- |
| Marin Lebel (Sortant)    | Sans opposition | Sans opposition |

### Saint-Hubert-de-Rivière-du-Loup
| Candidats pour la mairie | Vote            | %               |
| ------------------------ | --------------- | --------------- |
| Jacques M.-Martin        | Sans opposition | Sans opposition |

### Saint-Jean-de-Cherbourg
| Candidats pour la mairie | Vote            | %               |
| ------------------------ | --------------- | --------------- |
| Alcide Prévèreau         | Sans opposition | Sans opposition |

Jocelyn Bergeron devient maire de la municipalité en 2007.

### Saint-Jean-de-Dieu
| Candidats pour la mairie            | Vote | %     |
| ----------------------------------- | ---- | ----- |
| Jean-Marie Côté                     | 392  | 60,96 |
| Rodrigue Soulard (Sortant)          | 251  | 39,04 |
| Nombre d'électeurs inscrits : 1 366 |      |       |

### Saint-Jean-de-la-Lande
| Candidats pour la mairie | Vote            | %               |
| ------------------------ | --------------- | --------------- |
| Nicole St-Pierre         | Sans opposition | Sans opposition |

### Saint-Joseph-de-Kamouraska
| Candidats pour la mairie | Vote            | %               |
| ------------------------ | --------------- | --------------- |
| Sylvain Roy (Sortant)    | Sans opposition | Sans opposition |

### Saint-Joseph-de-Lepage
| Candidats pour la mairie      | Vote            | %               |
| ----------------------------- | --------------- | --------------- |
| Réginald Morissette (Sortant) | Sans opposition | Sans opposition |

### Saint-Juste-du-Lac
| Candidats pour la mairie | Vote            | %               |
| ------------------------ | --------------- | --------------- |
| Jean-Jacques Bonenfant   | Sans opposition | Sans opposition |

### Saint-Léandre
| Candidats pour la mairie          | Vote | %     |
| --------------------------------- | ---- | ----- |
| Roger Bernier                     | 185  | 61,06 |
| Richard D'Auteuil                 | 118  | 38,94 |
| Nombre d'électeurs inscrits : 363 |      |       |

### Saint-Léon-le-Grand
| Candidats pour la mairie          | Vote | %     |
| --------------------------------- | ---- | ----- |
| Michel McNicoll                   | 271  | 53,03 |
| Jean-Côme Lévesque                | 240  | 46,97 |
| Nombre d'électeurs inscrits : 879 |      |       |

### Saint-Louis-du-Ha! Ha!
| Candidats pour la mairie            | Vote | %     |
| ----------------------------------- | ---- | ----- |
| Donald Viel                         | 377  | 60,22 |
| Laurentin Dubé                      | 249  | 39,78 |
| Nombre d'électeurs inscrits : 1 136 |      |       |

### Saint-Marc-du-Lac-Long
| Candidats pour la mairie | Vote            | %               |
| ------------------------ | --------------- | --------------- |
| Adrien Kennedy (Sortant) | Sans opposition | Sans opposition |

### Saint-Marcellin
| Candidats pour la mairie          | Vote | %     |
| --------------------------------- | ---- | ----- |
| Sarto Roy                         | 132  | 65,67 |
| Pierre Côté (Sortant)             | 69   | 34,33 |
| Nombre d'électeurs inscrits : 381 |      |       |

### Saint-Mathieu-de-Rioux
| Candidats pour la mairie   | Vote            | %               |
| -------------------------- | --------------- | --------------- |
| Norbert Rousseau (Sortant) | Sans opposition | Sans opposition |

### Saint-Médard
| Candidats pour la mairie | Vote            | %               |
| ------------------------ | --------------- | --------------- |
| Carol Gagnon             | Sans opposition | Sans opposition |

### Saint-Michel-du-Squatec
| Candidats pour la mairie | Vote            | %               |
| ------------------------ | --------------- | --------------- |
| André Chouinard          | Sans opposition | Sans opposition |

### Saint-Modeste
| Candidats pour la mairie          | Vote | %     |
| --------------------------------- | ---- | ----- |
| Michel Lebel                      | 421  | 80,50 |
| Gérald Guay                       | 102  | 19,50 |
| Nombre d'électeurs inscrits : 827 |      |       |

### Saint-Moïse
| Candidats pour la mairie | Vote            | %               |
| ------------------------ | --------------- | --------------- |
| Paul Lepage (Sortant)    | Sans opposition | Sans opposition |

### Saint-Narcisse-de-Rimouski
| Candidats pour la mairie | Vote            | %               |
| ------------------------ | --------------- | --------------- |
| Gaston Noël (Sortant)    | Sans opposition | Sans opposition |

### Saint-Noël
| Candidats pour la mairie   | Vote            | %               |
| -------------------------- | --------------- | --------------- |
| Gilbert Sénéchal (Sortant) | Sans opposition | Sans opposition |

### Saint-Octave-de-Métis
| Candidats pour la mairie | Vote            | %               |
| ------------------------ | --------------- | --------------- |
| Camille Dufour           | Sans opposition | Sans opposition |

### Saint-Onésime-d'Ixworth
| Candidats pour la mairie            | Vote            | %               |
| ----------------------------------- | --------------- | --------------- |
| Ghislaine Milliard-Lavoie (Sortant) | Sans opposition | Sans opposition |

### Saint-Pacôme
| Candidats pour la mairie | Vote            | %               |
| ------------------------ | --------------- | --------------- |
| Gervais Lévesque         | Sans opposition | Sans opposition |

### Saint-Pascal
| Candidats pour la mairie | Vote            | %               |
| ------------------------ | --------------- | --------------- |
| Cécile Joseph (Sortante) | Sans opposition | Sans opposition |

### Saint-Paul-de-la-Croix
| Candidats pour la mairie          | Vote | %     |
| --------------------------------- | ---- | ----- |
| Philippe Dionne (Sortant)         | 178  | 92,71 |
| J. Albert Pelletier               | 14   | 7,29  |
| Nombre d'électeurs inscrits : 329 |      |       |

### Saint-Philippe-de-Néri
| Candidats pour la mairie | Vote            | %               |
| ------------------------ | --------------- | --------------- |
| Gilles Lévesque          | Sans opposition | Sans opposition |

### Saint-Pierre-de-Lamy
| Candidats pour la mairie | Vote            | %               |
| ------------------------ | --------------- | --------------- |
| Gaston Caron             | Sans opposition | Sans opposition |

### Saint-René-de-Matane
| Candidats pour la mairie          | Vote | %     |
| --------------------------------- | ---- | ----- |
| Jean-Charles Gagnon               | 294  | 61,76 |
| Sylvain Audit                     | 97   | 20,37 |
| Bernard Desjardins                | 85   | 18,87 |
| Nombre d'électeurs inscrits : 878 |      |       |

### Saint-Simon
| Candidats pour la mairie | Vote            | %               |
| ------------------------ | --------------- | --------------- |
| Jérôme Rouleau (Sortant) | Sans opposition | Sans opposition |

### Saint-Tharcisius
| Candidats pour la mairie          | Vote | %     |
| --------------------------------- | ---- | ----- |
| Rita Rioux (Sortante)             | 133  | 52,36 |
| Alain Royer                       | 121  | 47,64 |
| Nombre d'électeurs inscrits : 385 |      |       |

### Saint-Ulric
Aucun candidat à la mairie
- Serge Gendron devient maire de la municipalité[Quand ?][4].

### Saint-Valérien
| Candidats pour la mairie | Vote            | %               |
| ------------------------ | --------------- | --------------- |
| Ghislain St-Pierre       | Sans opposition | Sans opposition |

### Saint-Vianney
| Candidats pour la mairie  | Vote            | %               |
| ------------------------- | --------------- | --------------- |
| Georges Guénard (Sortant) | Sans opposition | Sans opposition |

### Saint-Zénon-du-Lac-Humqui
| Candidats pour la mairie  | Vote            | %               |
| ------------------------- | --------------- | --------------- |
| Réginald Duguay (Sortant) | Sans opposition | Sans opposition |

### Sainte-Angèle-de-Mérici
| Candidats pour la mairie | Vote            | %               |
| ------------------------ | --------------- | --------------- |
| Francine Bezeau          | Sans opposition | Sans opposition |

- Alain Carrier devient maire de la municipalité durant le mandat[Quand ?].

### Sainte-Anne-de-la-Pocatière
| Candidats pour la mairie | Vote            | %               |
| ------------------------ | --------------- | --------------- |
| Michel Chouinard         | Sans opposition | Sans opposition |

### Sainte-Félicité
| Candidats pour la mairie          | Vote | %     |
| --------------------------------- | ---- | ----- |
| Réginald Desrosiers               | 511  | 81,50 |
| Berthe Simard                     | 116  | 18,50 |
| Nombre d'électeurs inscrits : 984 |      |       |

### Sainte-Flavie
| Candidats pour la mairie | Vote            | %               |
| ------------------------ | --------------- | --------------- |
| Léon Gaudreault          | Sans opposition | Sans opposition |

### Sainte-Florence
| Candidats pour la mairie          | Vote | %     |
| --------------------------------- | ---- | ----- |
| Réjeanne Doiron                   | 158  | 79,80 |
| Martine Paquet                    | 40   | 20,10 |
| Nombre d'électeurs inscrits : 396 |      |       |

### Sainte-Françoise
| Candidats pour la mairie | Vote            | %               |
| ------------------------ | --------------- | --------------- |
| Bernard D'Amours         | Sans opposition | Sans opposition |

### Sainte-Hélène
Aucun candidat à la mairie

### Sainte-Irène
| Candidats pour la mairie          | Vote | %     |
| --------------------------------- | ---- | ----- |
| Alain Duchemin                    | 141  | 77,90 |
| Hervé Aubut                       | 410  | 22,10 |
| Nombre d'électeurs inscrits : 294 |      |       |

### Sainte-Jeanne-d'Arc
| Candidats pour la mairie          | Vote | %     |
| --------------------------------- | ---- | ----- |
| Maurice Chrétien                  | 169  | 78,24 |
| Maurice Proulx                    | 47   | 21,76 |
| Nombre d'électeurs inscrits : 331 |      |       |

### Sainte-Luce
Vacant (aucun candidat) En 2006, France St-Laurent

### Sainte-Marguerite
| Candidats pour la mairie | Vote            | %               |
| ------------------------ | --------------- | --------------- |
| Marlène Landry           | Sans opposition | Sans opposition |

### Sainte-Paule
| Candidats pour la mairie | Vote            | %               |
| ------------------------ | --------------- | --------------- |
| Yvan Côté (Sortant)      | Sans opposition | Sans opposition |

### Sayabec
| Candidats pour la mairie | Vote            | %               |
| ------------------------ | --------------- | --------------- |
| Danielle Marcoux         | Sans opposition | Sans opposition |

### Témiscouata-sur-le-Lac
Voir: Cabano et Notre-Dame-du-Lac

### Trois-Pistoles
| Candidats pour la mairie    | Vote            | %               |
| --------------------------- | --------------- | --------------- |
| Jean-Pierre Rioux (Sortant) | Sans opposition | Sans opposition |

### Val-Brillant
| Candidats pour la mairie          | Vote | %     |
| --------------------------------- | ---- | ----- |
| Marc Bélanger                     | 366  | 71,07 |
| Marc-André Turcotte (Sortant)     | 149  | 28,93 |
| Nombre d'électeurs inscrits : 813 |      |       |